# اینگه هلتن
اینگه هلتن (آلمانی: Inge Helten؛ زادهٔ ۳۱ december ۱۹۵۰ (۷۴ سال)) دونده سرعت زن اهل آلمان است.